# Вулиця Майора Борищака
Ву́лиця Майора Борищака — одна з вулиць Кременчука. Протяжність близько 700(697) метрів.

## Розташування
Вулиця розташована в центральній частині міста. Починається тупиком в 75 метрах від вул. Небесної Сотні, має автов*їзд з вул. Шевченка, дворовий в'їзд вулиці Івана Мазепи та прямує на північний схід, де входить у вул. Лікаря О. Богаєвського та проспекту свободи.
Проходить через такі вулиці (з початку до кінця):
- Шевченка
- Левка Лук'яненка

## Історія
Вулиця прокладалася відповідно до генерального плану міста 1774 року від вул. Городової (зараз вул. Софіївська) до нинішньої вул. Небесної Сотні) та заселялася переважно городянами єврейської національності. Найбільш відомими об'єктами ще з тих часів тут були Безіменне озеро, м'ясні ряди та з'їжджий двір на тодішньому кордоні міста.
За часів імперської Росії вулиця призначалася для проживання відставних солдат, тож і стала називатися Солдатською. У ті часи Цар Микола І видав закон, відповідно до якого єврейських хлопчиків у віці до 12-16 років відправляли на підготовчу військову службу. Ті, хто відслужив 25 років, могли сподіватися на повернення та законне після цього житло.
Однак у другій половині XIX століття Солдатська вулиця поступово змінюється. На ній з'являються будинки для квартиронаймачів середнього достатку. Зводились тут здебільшого двоповерхові будинки. Серед будівель того часу, що нині збереглись: дореволюційний будинок зеленого кольору на розі вул. Шевченка № 45/14, № 19/а, 19/б, 19/в, 21, 23, 25, 27/3 збереглися кольори фасадів, оригінальні рішення дахів, цегляні ворота, прибудовані до помешкань.
На перехресті тодішніх вулиць Солдатської та Приютської (зараз вул. Горького) у 1906 році зводиться пологовий притулок. На цьому місці колись знаходилося старе Солдатське кладовище. Спочатку міська дума планувала там зробити лікарню для незаможних хворих. Але після будівництва приміщення стало «Міською лікарнею» та пологовим притулком. При притулку діяла повивальна школа, директором якої був лікар Овксентій Богаєвський.
За часів СРСР вулицю перейменували на честь революціонера, партійного діяча наркома продовольства РСФСР Олександра Цюрупи (1870—1928).
Після революції, на початку ХХ століття, у приміщенні пологового притулку запрацювала центральна робоча поліклініка. У 1937 році на цій території збудували невеликий пологовий дім на 30 ліжок. Під час Другої світової війни відділення звідси перенесли до інших лікарень.
У період німецької окупації під час Другої світової війни (1941—1943 роки) у будинку № 51 (нині не існує), у квартирі діяча Олександра Кривицького, збиралися учасники підпільних груп. Тут проходили зустрічі таємного комсомольського комітету, що складався переважно із молодих учасників. У квартирі був радіоприймач, тут же виготовляли листівки, переписувалися повідомлення про події на фронті. За припущеннями істориків, будинок було знищено під час відступу німців з міста. Зараз на місці цього будинку — 5-поверхове приміщення, уже під новим номером 35.
У 1971 році тут закінчили зведення нового пологового комплексу на 100 ліжок. Головним лікарем медзакладу тоді став медик вищої категорії Віктор Федорченко. Щоб приміщення відповідало вимогам медицини, комплекс вирішили знову розширювати. Федорченко пропонував спрямувати на це кошти, отримані від Ленінського комуністичного суботника, та вмовляв архітекторів переробити проект для блочної системи перебування матері та дитини. Тож згодом палати змінили не на 4-6-місні, а на дві двомісні: щоб у кожній палаті знаходилося по дві мами з дітьми. Далі для періодичного розширення пологового будинку коштами допомагали місцеві підприємства.
На місці міжлікарняної аптекизнаходився 2-поверховий дім, на знесення якого не було коштів. Тож вирішили чергове планове заняття цивільної оборони провести на території пологового. Бійці цього відомства мали розібрати будинок та розчистити територію, що і було зроблено. Так у 1990 році повноцінний пологовий будинок здали в експлуатацію.
У ніч на 7 вересня 2012 року горів будинок № 17/48, де колись розміщувався кременчуцький радіовузол. Згодом будівлю було знесено. На його місці зведено 9-поверхівку"
2016 року вулиця отримала назву вулиця Майора Борищака, на честь Олексія Борищака, який загинув під час російсько-української війни.

## Будівлі та об'єкти
- Буд. № 20/3 — пологовий будинок.[2]
- Буд. № 31 — районний суд.[1]